# Paul Hunter (regizor)
Paul Hunter este un regizor de videoclipuri. Acesta a regizat peste 100 de videoclipuri pentru artiști precum Michael Jackson - You rock my world, Jennifer Lopez, Gwen Stefani, Christina Aguilera, Eminem, Courtney Love, Pharrell, Mariah Carey, Will Smith, Marilyn Manson, Snoop Dogg Janet Jackson, Aaliyah sau Lenny Kravitz.